# Plectocomia pygmaea
Plectocomia pygmaea är en enhjärtbladig växtart som beskrevs av Madulid. Plectocomia pygmaea ingår i släktet Plectocomia och familjen Arecaceae. Inga underarter finns listade i Catalogue of Life.